# Маккарти, Кевин (актёр)
Ке́вин Макка́рти (англ. Kevin McCarthy; 15 февраля 1914 — 11 сентября 2010) — американский актёр.

## Биография
Начинал свою карьеру в бродвейских театрах, дебютировал в кино в 1944 г., снялся почти в двухстах картинах.
Мировую известность ему принесла роль доктора Майлза Беннеля в научно-фантастическом фильме 1956 года «Вторжение похитителей тел». После выхода фильм провалился в прокате, поскольку, по мнению критиков, был слишком невыразительным для аудитории того времени. Позже, однако, картина приобрела культовый статус и в 1994 году была помещена в Национальный кинореестр Библиотеки Конгресса США.
После «Вторжения похитителей тел» последовали роли в десятках как малозаметных фильмов, так и многочисленных кинохитов — «Неприкаянные», «Пиранья», «Мамочка». Снимался также и в сериалах — «Миссия невыполнима», «Династия», «Она написала убийство». Один из постоянных актёров режиссёра Джо Данте («Пираньи», «Вой», «Внутреннее пространство»). Кроме того, актёр пробовал писать сценарии, по одному из них был снят боевик «Бегущая мишень» (1987). Среди его продюсерских работ — кинолента «Смерть коммивояжёра».
Вплоть до своей смерти он работал в кинематографе. Его последними работами являются картины «The Ghastly Love of Johnny X» и «Drawback» 2010 года.
24 октября 2009 года Маккарти был удостоен награды на Международном кинофестивале в Форт-Лодердейле во Флориде.

## Избранная фильмография
| Год  | Название                  | Оригинальное название          | Роль                    |
| ---- | ------------------------- | ------------------------------ | ----------------------- |
| 1951 | Смерть коммивояжёра       | Death of a Salesman            | Биф Ломан               |
| 1954 | Поездка по кривой дороге  | Drive a Crooked Road           | Стив Норрис             |
| 1956 | Вторжение похитителей тел | Invasion of the Body Snatchers | Майлс Беннелл           |
| 1956 | Ночной кошмар             | Nightmare                      | Стэн Грэйсон            |
| 1961 | Неприкаянные              | The Misfits                    | Рэймонд Тэйбер          |
| 1963 | Нобелевская премия        | The Prize                      | доктор Джон Гаррет      |
| 1964 | Самый достойный           | The Best Man                   | Дик Дженсен             |
| 1966 | Три сестры                | Three Sisters                  | Вершинин                |
| 1968 | Козырной туз              | I Quattro dell'Ave Maria       | Дрэйк                   |
| 1978 | Пиранья                   | Piranha                        | доктор Роберт Хок       |
| 1978 | Вторжение похитителей тел | Invasion of the Body Snatchers | бегущий человек (камео) |
| 1981 | Вой                       | The Howling                    | Фред Фрэнсис            |
| 1983 | Сумеречная зона           | Twilight Zone: The Movie       | дядя Уолт               |
| 1987 | Внутреннее пространство   | Innerspace                     | Виктор Скримшоу         |
| 1989 | Ультравысокая частота     | UHF                            | Флетчер                 |
| 1992 | Достопочтенный джентльмен | The Distinguished Gentleman    | Терри Корриган          |
| 1994 | Жадность                  | Greedy                         | Барлетт                 |
| 1995 | Справедливый суд          | Just Cause                     | Фил Прентисс            |
| 1995 | Мамочка                   | Mommy                          |                         |
| 2003 | Луни Тюнз: Снова в деле   | Looney Tunes: Back in Action   | Майлс Беннелл (камео)   |
| 2007 | Вихрь                     | Slipstream                     | играет самого себя      |